# Boomerang
Boomerang oz. Bumerang je slovenska glasbena skupina, ki je delovala v 70. in začetek 80. let 20. stoletja. Skupina je izvajala rock in progresivni rock.

## Zgodovina
Po razpadu skupine Kameleoni so leta 1970 nekateri bivši člani skupine formirali skupino Bumerang. Prvo zasedbo so sestavljali bobnar in vokalist Zlati Klun, kitarist Danilo Kocjančič, kitarist Peter Veri Gorjup in basist Ladi Koradin. Prvi koncert so imeli 20. februarja leta 1971 v menzi tovarne Tomos. Takrat je bil njihov repertoar sestavljen iz skladb znanih skupin: Grand Funk Railroad, Free, The Rolling Stones. Prvi uspeh so zabeležili maja istega leta, ko so nastopali na prvem BOOM festivalu v Mariboru. Takoj zatem so kot predskupina odšli na jugoslovansko turnejo s skupino Status Quo. Ko so v Beogradu igrali priredbo teme "Marš na Drinu" je bila publika navdušena, člani skupine Status Quo pa začudeni, kako jim predskupina krade šov. Po koncertu so se člani Bumeranga sprli s člani Status Quo, o čemer so takrat mediji na veliko pisali. 
Po selitvi iz Kopra v Ljubljano leta 1972 je prišlo do prvih zamenjav. Odšla sta Koradin in Kocjančič, Bumerang pa so nastopali kot trio z novim basistom Mirom Tomassinijem. V takšni zasedbi so za Helidon posneli singl, na katerem sta pesmi Tomaža Domicelja in Rada Testena "Najdi si drugega" in na B strani "Jutri zjutraj moram zgodaj vstati". Naslednje leto so nastopili na BOOM festivalu v Ljubljani in v skupino je prišel basist Zlatko Mikšić. Naslednje leto je Mikšić odšel na služenje vojaškega roka, nadomestil ga je Jadran Ogrin, za Ogrinom pa je mesto basista zasedel Bruno Langer. Zopet so nastopili na BOOM festivalu v ljubljanski Hali Tivoli in njihova skladba "Moja bol" je izšla na koncertni plošči Boom Pop Festival Ljubljana '74. Istega leta so se pridružili skupinam Bijelo Dugme, YU grupi in Grupi 220 na turneji po Jugoslaviji. V Subotici so nastopili kot predskupina skupini Barclay James Harvest. Po odhodu Veri Gorjupa v vojsko je njihov novi kitarist postal Vedran Božić. Ta zasedba je obstajala kratko, saj je Božić živel v Zagrebu, Langer v Puli in Klun v Kopru. Po odhodu Božića se je skupina usmerila v funk rock in v skupino pridejo klaviaturist Tihomir Pop Asanović, pevec Sergio Blažić in kitarist Pavel Kavec.
Jeseni leta 1976 so vsi člani zapustili Kluna, da bi formirali skupini Atomsko sklonište in September. Zlatko Klun je leta 1978 skupino obnovil z novo ekipo, ki so jo sestavljali Slovenci in Italijani iz Trsta. Klun je zamenjal bobne s tolkali in glavnim vokalom, zasedbo pa so sestavljali še kitarist Goran Tavčar, ki je v Italiji deloval kot studijski glasbenik, kitarist in flavtist Boris Tenčič, basist Dino Sartoretto in bobnar Dario Vatovac. Od septembra 1978 do marca 1979 so v Milanu v studiu G7 snemali prvo LP ploščo Boomerang za založbo PGP RTB. Maja leta 1979 so nastopili na mladinskem festivalu v Subotici, kjer so prejeli nagrado strokovne žirije za skladbo "Živjeti iznad tebe bar jedan dan", ki je bila izdana na singlu 11. septembra 1979 za založbo PGP RTB. V začetku leta 1980 je skupino zapustil Boris Tenčič, pridružila pa sta se ji basist Jadran Ogrin in klaviaturist Milan Čiro Lončina. Svojo drugo LP ploščo Na zapadu ništa novo so posneli v zasedbi Zlati Klun (vokal, tolkala), Goran Tavčar (kitare), Jadran Ogrin (bas), Dario Vatovac (bobni) in Milan Čiro Lončina (klaviature). Zaradi neuspešnega izida plošče in majhnega odziva publike se je skupina umaknila s scene in končala z delom.
Leta 2009 je skupina v zasedbi: Zlati Klun, Miro Tomassini in Peter Veri Gorjup nastopila na koncertu ob 30-letnici oddaje ŠTOS.

## Zasedba
- Zlati Klun - vokal, bobni, tolkala (1970–)
- Danilo Kocjančič - kitara (1970–1972)
- Ladi Koradin - bas kitara (1970–1972)
- Peter Veri Gorjup - kitara (1970–1975, 2009–)
- Miro Tomassini - bas kitara (1972–1973, 2009–)
- Zlatko Mikšić - bas kitara (1973–1974)
- Jadran Ogrin - bas kitara (1974, 1980–1982)
- Bruno Langer - bas kitara, vokal (1974–1976)
- Vedran Božić - kitara (1975)
- Tihomir Pop Asanović - klaviature (1975–1976)
- Sergio Blažić - vokal (1975–1976)
- Pavel Kavec - kitara (1975–1976)
- Goran Tavčar - kitara (1978–1982)
- Dino Sartoretto - bas kitara (1978–1980)
- Dario Vatovac - bobni (1978–1982)
- Boris Tenčič - flavta, kitara, vokal(1978–1980)
- Milan Čiro Lončina - klaviature (1980–1982)

## Diskografija

### Studijska albuma
- Boomerang (1979)
- Na zapadu ništa novo (1982)

### Kompilacijski albumi
- Boom Pop Festival Ljubljana '74 (1974)
- JRT - Opatija '80 - Rock Veče (1980)
- 20 Godina Festivala »Omladina« (1981)

### Singla
- »Najdi si drugega« (1972)
- »Živjeti iznad tebe barem dan« (1979)